# يوبا سيسوكو
يوبا سيسوكو (بالإسبانية: Youba Sissokho) (مواليد 7 نوفمبر 1991) هو ملاكم إسباني، مثّل بلاده في الألعاب الأولمبية الصيفية 2016.

## روابط خارجية
يوبا سيسوكو على موقع اللجنة الأولمبية الدولية (الإنجليزية)
- يوبا سيسوكو على موقع أوليمبيديا (الإنجليزية)